# Johni Broome
Johni Broome, né le 19 juillet 2002 à Plant City en Floride, est un joueur américain de basket-ball évoluant aux postes d'ailier fort et pivot. Il mesure 2,06 m.

## Biographie

### NBA
Johni Broome est sélectionné en trente-cinquième position par les 76ers de Philadelphie lors de la draft 2025 de la NBA.

## Statistiques

### Universitaires
| Saison    | Équipe              | Matchs | Titul. | Min./m | % Tir | % 3pts | % LF | Rbds/m. | Pass/m. | Int/m. | Ctr/m. | Pts/m. |
| --------- | ------------------- | ------ | ------ | ------ | ----- | ------ | ---- | ------- | ------- | ------ | ------ | ------ |
| 2020-2021 | Morehead State (en) | 30     | 27     | 25.8   | .571  | –      | .618 | 9.0     | .7      | .6     | 1.9    | 13.8   |
| 2021-2022 | Morehead State      | 34     | 34     | 28.3   | .555  | .000   | .636 | 10.5    | 1.2     | .7     | 3.9    | 16.8   |
| 2022-2023 | Auburn              | 33     | 33     | 26.5   | .527  | .290   | .560 | 8.4     | 1.3     | .9     | 2.4    | 14.2   |
| 2023-2024 | Auburn              | 35     | 34     | 24.8   | .548  | .354   | .615 | 8.5     | 2.2     | .9     | 2.2    | 16.5   |
| 2024-2025 | Auburn              | 36     | 35     | 30.2   | .510  | .278   | .587 | 10.8    | 2.9     | .9     | 2.1    | 18.6   |
| Total     | Total               | 168    | 163    | 27.2   | .539  | .302   | .603 | 9.5     | 1.7     | .8     | 2.5    | 16.1   |

## Palmarès et distinctions individuelles

### Universitaires
- The Sporting News Player of the Year (2025)
- Consensus first-team All-American (2025)
- Third-team All-American – AP, USBWA, NABC, SN (2024)
- Pete Newell Big Man Award (2025)
- Karl Malone Award (en) (2025)
- SEC Player of the Year (2025)
- 2× First-team All-SEC (2024, 2025)
- Second-team All-SEC (2023)
- SEC All-Defensive Team (2024)
- SEC Tournament MVP (2024)
- 2× First-team All-OVC (2021, 2022)
- OVC Defensive Player of the Year (2022)
- OVC Freshman of the Year (2021)
- OVC All-Newcomer Team (2021)
- OVC Tournament MVP (2021)